# Каменоватка (Днепропетровская область)
Каменоватка (укр. Кам'януватка) — село,
Кислянский сельский совет,
Синельниковский район,
Днепропетровская область,
Украина.
Код КОАТУУ — 1224882503. Население по переписи 2001 года составляло 193 человека.

## Географическое положение
Село Каменоватка находится в 1-м км от правого берега реки Татарка,
выше по течению на расстоянии в 1,5 км расположено село Кислянка,
ниже по течению на расстоянии в 0,5 км расположено село Надеждовка.
Рядом проходит автомобильная дорога Т-0425.